# Радаев, Матвей Иванович
Матвей Иванович Радаев (11 ноября 1937, Ивановка, Исмаиллинский район — 14 февраля 1993) — советский хозяйственный, государственный и политический деятель.

## Биография
Родился 11 ноября 1937 года в семье крестьянина в селе Ивановка Исмаиллинского района Азербайджанской ССР.
Окончил Азербайджанский сельскохозяйственный институт (Гянджа).
Окончил заочную Высшую партийную школу при ЦК КПСС.
Член КПСС с 1962 года.
С 1959 года бригадир, агроном, главный агроном в колхозе имени Калинина Исмаиллинского района. С 1963 по 1967 год — инструктор, заведующий сектором сельхозотдела ЦК КП Азербайджана. С 1967 года — второй секретарь ЦК ЛКСМ республики. С 1971 года — второй секретарь Нахичеванского обкома КП Азербайджана.
Заместитель министра водного хозяйства Азербайджанской ССР (с лета 1978 года).
С 1982 по 1986 год являлся руководителем группы советских специалистов в Йемене. С 1986 года — заместитель председателя Комитета по охране природы Азербайджанской ССР. С 1987 года — начальник ПО «Азерхлопкопром».
Заместитель председателя Совета Министров Азербайджанской ССР (с 1988 года).
Избирался депутатом Верховного Совета Азербайджанской ССР 8-го, 9-го, 10-го, 12-го созывов.
Член комиссии по делам молодёжи Верховного Совета Азербайджанской ССР 8 созыва. Член мандатной комиссии Верховного Совета Азербайджанской ССР 9 созыва.
Кандидат в члены ЦК КП Азербайджана.
Вице-премьер Совета министров Азербайджана (1991—1993).
Умер в Азербайджане в 1993 году.